# Александринская церковь (Иркутск)
Александри́нская це́рковь (также Це́рковь во имя святой мученицы царицы Александры) — утраченный православный храм, который находился в Иркутске, в квартале, ограниченном улицами 3-й и 4-й Иерусалимскими, Большой Блиновской и Сарайной (ныне — улицы Трилиссера, Партизанская и Александра Невского).

## История

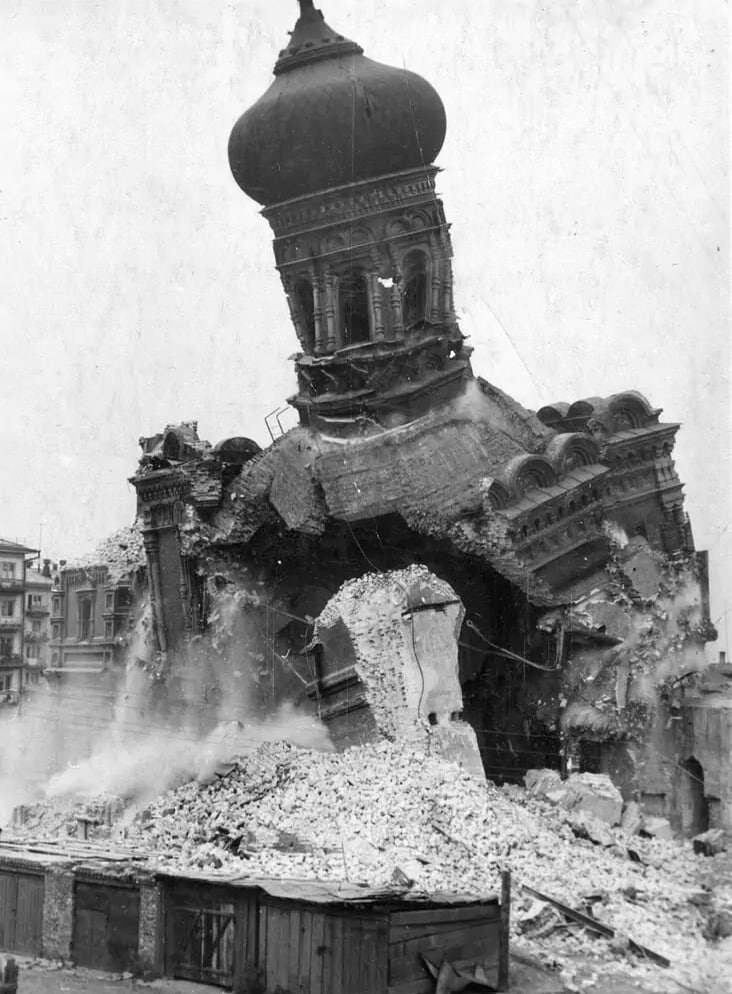
Разрушение Александринской церкви в 1961 году

Каменная трёхпрестольная церковь в нагорной части Иркутска была первоначально заложена в 1896 году, но строительство остановилось на несколько лет. 
Построена в 1910—1914 годах в неорусском стиле по проекту архитектора А. С. Покровского, на средства купчихи А. Н. Портновой. 
Закрыта согласно постановлению Восточно-Сибирского краевого исполнительного комитета от 21 апреля 1934 года. В здании разместили сначала склад краевой милиции, позднее шиноремонтный завод. 
В 1961 году здание церкви было разрушено.

## Внешний вид
Двухсветный четвериковый храм завершался пятью главами: крупной центральной и четырьмя небольшими над углами четверика. Ярусная стройная колокольня по высоте превосходила храм и была увенчана шатром. Фасады с обилием элементов, свойственных древнерусской архитектуре XVII века: кокошники, ширинки, перехваченные поясками колонки и сухарики. 